# Diary of a Madman (canção)
"Diary of a Madman" é uma canção de heavy metal do cantor britânico Ozzy Osbourne, do álbum Diary of a Madman, de 1981.
A banda de rock alternativo A Perfect Circle regravou essa música, e misturou com "Lovesong" do The Cure.
A banda de metal progressivo Dream Theater regravou essa música ao vivo e lançou no Uncovered 2003-2005 official bootleg da YtseJam Records.
O jogo de heavy metal Brütal Legend, inclui esta canção na trilha sonora.

## Integrantes
- Ozzy Osbourne – Vocal
- Randy Rhoads – Guitarra
- Bob Daisley – Baixo
- Lee Kerslake – Bateria
- Louis Clark - arranjo de corda